# Osredek Desinićki
 Osredek Desinićki  falu Horvátországban Krapina-Zagorje megyében. Közigazgatásilag Desinićhez tartozik.

## Fekvése
Krapinától 17 km-re nyugatra,  községközpontjától 1 km-re északra a Horvát Zagorje északnyugati részén fekszik.

## Története
A településnek 1857-ben 150, 1910-ben 193 lakosa volt. Trianonig Varasd vármegye Pregradai járásához tartozott. A településnek 2001-ben 51 lakosa volt.

## Külső hivatkozások
Desinić község hivatalos oldala